# Arteaga, Michoacán
Arteaga là một đô thị thuộc bang Michoacán, México. Năm 2005, dân số của đô thị này là 21173 người.